# Гулиев, Нофел Захид оглы
Нофел Захид оглы Гулиев (азерб. Nofəl Zahid oğlu Quliyev; 4 октября 1963 — 13 декабря 1991) — сотрудник правоохранительных органов Азербайджанской республики, Национальный Герой Азербайджана (1992).

## Биография
Родился Нофел Гулиев 4 октября 1963 года в Али-Байрамлы (ныне - Ширван), Азербайджанской ССР. В 1981 году завершил обучение в средней общеобразовательной школе. С 1982 по 1984 годы проходил военную срочную службу в рядах Советской армии. После демобилизации некоторое время работал на Бакинском заводе бытовых кондиционеров. В 1984 году вместе с семьёй переехал в Тюмень, где поступил в строительный техникум, а также работал разнорабочим. В 1990 году вернулся в Азербайджан. В декабре 1990 года вступил в отряд милиции особого назначения (ОМОН-ОПОН) МВД для участия в охране территориальной целостности Азербайджана. Нофел часто находился в командировках на полях армяно-азербайджанского военного конфликта. Эти поездки обычно занимали 10-15 дней.
Принимал участие в военном противостоянии в Физули, Геранбое, Нагорном Карабахе. 13 декабря 1991 года крупная банда перешла в наступление на село Тодан. Необходимо было вывести мирных жителей из зоны боевых действий. Нофел помог жителям села под шквалом огня перебраться в безопасное место. Затем он снова вернулся на поле боя и продолжил вести борьбу с наступающими бандитами. Находясь на одной из возвышенностей, он вёл обстрел вражеских позиций до последнего патрона. Оказавшись в окружении, выпустил последнюю пулю себе в сердце, не сдавшись врагу живым.
Нофел был женат, воспитывал сына.

## Память
Указом Президента Азербайджанской Республики № 831 от 6 июня 1992 года Нофелю Захид оглы Гулиеву было присвоено звание Национального Героя Азербайджана (посмертно).
Гулиев был похоронен на Аллее шахидов в родном городе Ширван. Его именем названа средняя школа № 9 города Ширван.